# جمجمة مظلمة (فلم)
جمجمة مظلمة أو جمجمة قديمة (بالإسبانية: Viejo calavera) هو فيلم دراما ومغامرات بوليفي من بطولة نارسيسو تشوكيكولاتا، وإخراج كيرو روسو. تم اختيار الفيلم كمدخل لبوليفيا لجائزة أفضل فيلم بلغة أجنبية في حفل توزيع جوائز الأوسكار التسعون، لكن لم يتم ترشيحه.

## طاقم العمل
- نارسيسو تشوكيكولاتا بدور  بادرينو فرانسيسكو
- اناستازيا دازا لوبيز بدور  الجدة روزا
- فيليكس إسبيخوبدور  خوان
- إسرائيل هورتادو بدور  جالو
- رولاندو باتزي بدور  تشاركي
- إليزابيث راميريز غالفان بدور  تيا كارمن
- جوليو سيزار تيكونا بدور  الزعيم ماماني

## الجوائز والترشيحات
| قائمة الجوائز والترشيحات                   | قائمة الجوائز والترشيحات  | قائمة الجوائز والترشيحات                                              | قائمة الجوائز والترشيحات | قائمة الجوائز والترشيحات | قائمة الجوائز والترشيحات |
| المهرجان                                   | فترة المهرجان             | الفئة                                                                 | المترشح                  | النتيحة                  | مراجع                    |
| ------------------------------------------ | ------------------------- | --------------------------------------------------------------------- | ------------------------ | ------------------------ | ------------------------ |
| مهرجان بوينس آيرس الدولي للسينما المستقلة  | 19 - 30 أبريل 2017        | أفضل مخرج - المسابقة الدولية                                          | كيرو روسو                | فوز                      | [ 3 ]                    |
| مهرجان بوينس آيرس الدولي للسينما المستقلة  | 19 - 30 أبريل 2017        | أفضل فيلم - المسابقة الدولية                                          | جمجمة مظلمة              | رُشِّح                      | [ 3 ]                    |
| مهرجان كارتاخينا السينمائي                 | 1 - 6 مارس 2017           | أفضل فيلم - جولدن إنديا كاتالينا                                      | جمجمة مظلمة              | فوز                      | [ 3 ]                    |
| مهرجان هامبورغ السينمائي                   | 29 سبتمبر - 8 أكتوبر 2016 | أفضل فيلم روائي طويل - جائزة المواهب الشابة                           | جمجمة مظلمة              | رُشِّح                      | [ 3 ]                    |
| مهرجان إندي لشبونة الدولي للسينما المستقلة | 3 - 14 مايو 2017          | الجائزة الكبرى مدينة لشبونة - المسابقة الدولية                        | جمجمة مظلمة              | فوز                      | [ 3 ]                    |
| مهرجان الفيلم الدولي الهندي                | 20 - 28 نوفمبر 2017       | أفضل مخرج - الجائزة المئوية لأفضل فيلم أول مرة                        | كيرو روسو                | فوز                      | [ 3 ]                    |
| مهرجان الفيلم الدولي الهندي                | 20 - 28 نوفمبر 2017       | أفضل فيلم - جائزة الطاووس الذهبي                                      | جمجمة مظلمة              | رُشِّح                      | [ 3 ]                    |
| مهرجان لوكارنو السينمائي الدولي            | 3 - 13 أغسطس 2016         | جائزة شهادة تقدير لجنة التحكيم "Special Mention " - صناع أفلام الحاضر | كيرو روسو                | فوز                      | [ 3 ]                    |
| مهرجان لوكارنو السينمائي الدولي            | 3 - 13 أغسطس 2016         | جائزة النمر الذهبي - صناع أفلام الحاضر                                | كيرو روسو                | رُشِّح                      | [ 3 ]                    |
| جوائز فينيكس السينمائية                    | 7 ديسمبر 2017             | أفضل تصوير - فيلم روائي                                               | بابلو بانياغوا           | رُشِّح                      | [ 3 ]                    |
| جوائز فينيكس السينمائية                    | 7 ديسمبر 2017             | أفضل فيلم                                                             | جمجمة مظلمة              | رُشِّح                      | [ 3 ]                    |
| مهرجان ريو دي جانيرو السينمائي الدولي      | 6 - 16 أكتوبر 2016        | أفضل فيلم لاتيني                                                      | جمجمة مظلمة              | فوز                      | [ 3 ]                    |
| مهرجان ريفير رن السينمائي الدولي           | 30 مارس - 10 أبريل 2017   | أفضل تصوير - جائزة لجنة التحكيم                                       | بابلو بانياغوا           | فوز                      | [ 3 ]                    |
| مهرجان ريفير رن السينمائي الدولي           | 30 مارس - 10 أبريل 2017   | أفضل فيلم روائي طويل - جائزة لجنة التحكيم الخاصة                      | جمجمة مظلمة              | رُشِّح                      | [ 3 ]                    |
| مهرجان سان سبستيان السينمائي الدولي        | 16 - 24 سبتمبر 2016       | جائزة الأفق                                                           | جمجمة مظلمة              | رُشِّح                      | [ 3 ]                    |
| جوائز بلاتينو للسينما الأيبيرية الأمريكية  | 22 يوليو 2017             | أفضل عمل أول                                                          | جمجمة مظلمة (بوليفيا)    | رُشِّح                      | [ 3 ]                    |

## روابط خارجية
- مقالات تستعمل روابط فنية بلا صلة مع ويكي بيانات